# جنیفر وروگدنیل
جنیفر وروگدنیل (انگلیسی: Jennifer Vreugdenhil؛ زادهٔ ۱۲ ژانویهٔ ۱۹۹۵) بازیکن فوتبال اهل پادشاهی هلند است.
از باشگاه‌هایی که در آن بازی کرده‌است می‌توان به باشگاه فوتبال والنسیا اشاره کرد.
وی همچنین در تیم‌های ملی فوتبال Netherlands women's national under-17 football team, Netherlands women's national under-19 football team، و زنان هلند بازی کرده‌است.